# Новосёлов, Михаил Александрович
Михаи́л Алекса́ндрович Новосёлов (1 [13] июля 1864, село Бабье, Вышневолоцкий уезд, Тверская губерния — 20 января 1938, Вологда) — русский публицист, духовный писатель. Идеолог иосифлянского движения.
Причислен к лику святых Русской православной церкви в августе 2000 года.

## Биография
Предки принадлежали к духовенству Тверской епархии и в XVIII веке служили в селе Новопокровском-Березовец Кашинского уезда.

### «Толстовец»
Окончил 4-ю Московскую гимназию с золотой медалью (1882 год) и историко-филологический факультет Московского университета (1886 год). В молодости был увлечён идеями Л. Н. Толстого, был активным толстовцем, находился в переписке с Толстым. В конце 1887 года был арестован за издание брошюры Толстого «Николай Палкин», но после заступничества Толстого в феврале 1888 года освобождён под гласный надзор полиции с запрещением проживать в столицах. Получив наследство после смерти отца, в 1888 году основал в селе Дугино Тверской губернии «толстовскую» земледельческую общину, которая просуществовала два года из-за того, что её участникам-интеллигентам было трудно и непривычно заниматься физической работой.

### Православный деятель до революции
В 1892 году Новосёлов пересмотрел свои взгляды, став приверженцем Православной церкви. Общался с протоиереем Иоанном Кронштадтским, старцами Оптиной и Зосимовой пустыней. Автор работ на церковные темы, публиковался в «Миссионерском обозрении» и «Церковных ведомостях».
После опубликования Определения Святейшего Синода от 20-22 февраля 1901 г., констатировавшего отпадение от Церкви Л. Н. Толстого, и появления ответа Толстого (4 апреля 1901 г.), выдержанного в крайне агрессивном тоне, Новосёлов написал Толстому открытое письмо (29 мая 1901 г.), в котором, в частности, говорилось:

Служить вы хотите не Господу, Которого знает и признает вселенское христианство… а какому-то неведомому безличному началу, столь чуждому душе человеческой, что она не может прибегать к нему ни в скорбные, ни в радостные минуты бытия своего.
Новосёлов участвовал в Религиозно-философских собраниях 1901—1903 годов. В 1902—1917 годах был издателем «Религиозно-философской библиотеки» (РФБ), в которой публиковались многие известные российские православные мыслители (многие из книг серии были написаны самим Новосёловым или при его участии). Серия вначале издавалась в Вышнем Волочке, а затем в Москве и в Сергиевом Посаде. Всего вышло 39 выпусков РФБ; около 20 отдельных непронумерованных книг и более 80 «Листков РФБ» (изданий, в которых публиковались труды святых отцов и религиозные размышления выдающихся русских писателей и учёных).
В 1905 году выступал противником планов поспешного избрания Патриарха, сторонником проведения собора Русской православной церкви, а для его подготовки — образования Соборного подготовительного совещания из нескольких епископов, представителей духовенства и мирян. В 1905—1918 годах участвовал в работе Московского религиозно-философского общества памяти Владимира Соловьёва.
В 1907 году организовал в Москве строго православный «Кружок ищущих христианского просвещения», заседания которого проходили на его квартире (так называемые «новосёловские четверги»). В состав кружка входили священники Павел Флоренский и Иосиф Фудель, а также Ф. Д. Самарин, В. А. Кожевников, С. Н. Булгаков, П. Б. и С. Б. Мансуровы, Н. Д. Кузнецов, Ф. К. Андреев. По словам В. В. Розанова, «суть связи этого кружка — личная и нравственная; высшее его качество — не выявляться, не спорить; печататься как можно меньше. Но взамен этого — чаще видеться, общаться; жить некоторою общею жизнью, или — почти общею. Без всяких условий и уговоров они называют почти старейшего между ними, Мих. Ал. Новосёлова, „авва Михаил“. И хотя некоторые из них неизмеримо превосходят почтенного и милого М. А. Новосёлова учёностью и вообще „умными качествами“, но, тем не менее, чтут его, „яко отца“, за ясный, добрый характер, за чистоту души и намерений и не только выслушивают его, но и почти слушаются его».
Резко негативно относился к деятельности Григория Распутина, выпустил в своём издательстве брошюру «Григорий Распутин и мистическое распутство» (М., 1912), которая была запрещена и конфискована в типографии. Газета «Голос Москвы» была оштрафована за публикацию выдержек из неё.
В 1912 году был избран почётным членом Московской духовной академии за свою деятельность в области духовного просвещения и христианской апологетики. Являлся членом Училищного совета при Святейшем Синоде. Автор работ в защиту имяславия — учения об имени Божием. Преподавал классическую филологию в Московском университете.

### Деятельность при советской власти
В 1918 году был членом Временного Совета объединённых приходов города Москвы. Предоставил свою квартиру для занятий созданных весной 1918 года по благословению Патриарха Тихона Богословских курсов, преподавал на этих курсах.
В 1922 году был членом Братства ревнителей Православия. Против него 11 июля 1922 года было возбуждено уголовное дело по обвинению в антисоветской агитации, в ночь на 12 июля того же года в его квартире был произведён обыск. Сам Михаил Новосёлов в это время находился в Оптиной пустыни, поэтому ему удалось избежать ареста. Был арестован 12 августа 1922 года и до 19 марта 1923 года находился под арестом. Дело против него было прекращено в связи с тем, что при обыске не было найдено ничего компрометирующего (был изъят лишь орден Святого Станислава). После этого уехал в Вышний Волочёк, где и поселился, жил на нелегальном положении.
В 1922—1927 годах написал своё основное сочинение — «Письма к друзьям», посвящённые актуальным вопросам церковной жизни. В нём он резко критиковал обновленческое движение, рассуждал о причинах гонений на церковь в России, рассматривал вопрос о конечных судьбах церкви и мира (значительное внимание уделялось эсхатологическим рассуждениям), анализировал различия между православием, католицизмом и протестантизмом, отдавая безусловное предпочтение первому. Принадлежал к традиции мистического богословия. В 1970—1980-е годы отдельные «Письма к друзьям», ранее распространявшиеся в самиздате, были опубликованы в зарубежном «Вестнике РХД» и в нелегально издававшемся альманахе «Надежда» (1984).
После 1927 года стал видным деятелем «иосифлянского» движения, вместе с протоиереем Фёдором Андреевым составил обращение к Заместителю Патриаршего местоблюстителя митрополиту Сергию (Страгородскому) с предложением изменить церковно-политический курс. Не добившись желаемого, стал непримиримым критиком митрополита Сергия и всех, кто находился в его подчинении:

Эти люди занесли ногу через порог «блудилища», устроенного м. Сергием и его Синодом, но не имеют сил выйти из него, опутав себя канонами, которые являются для них не оградой церковной правды, а кандалами последней. «М. Сергий затягивает петлю на Русской Церкви, но мы бессильны противиться, так как он каноничен». — Чудовищные слова.

### Тюремное заключение
В марте 1929 года был арестован в Москве как «руководитель антисоветских церковников, ведущий их к переходу на нелегальное положение, распространяющий своеобразные циркуляры идеологического антисоветского характера с призывом к „мученичеству“». 23 мая 1929 года был приговорён к трём годам лишения свободы, отбывал наказание в Суздальском политизоляторе.
В 1930 году был перевезён в Москву, находился в Бутырской тюрьме, проходил по делу Всесоюзного Центра «Истинное Православие», обвинён в том, что играл решающую роль в идеологическом объединении духовенства, оппозиционного митрополиту Сергию (Страгородскому). 3 сентября 1931 года приговорён к 8 годам лишения свободы, срок заключения отбывал в Ярославском политизоляторе. Существует информация, что, находясь в изоляторе, Новосёлов обратил в православие одного из заключённых, турка Ахмета Ихсана. По воспоминаниям Ихсана, Новосёлов пользовался уважением узников, которые называли его аввой и богословом (хотя сам он возражал против того, чтобы его именовали богословом).
7 февраля 1937 года получил очередной тюремный срок, был приговорён к трём годам заключения, 29 июня 1937 года был перевезён в Вологодскую тюрьму.
В Вологде против него было возбуждено уголовное дело за «систематическое распространение среди сокамерников клеветнических сведений по адресу руководителей ВКПб и Советского Правительства с целью вызвать недовольство и организованные действия против установленных тюремных правил и [за продолжение] борьбы в условиях тюрьмы». 17 января 1938 года приговорён к расстрелу постановлением Вологодского УНКВД; расстрелян 20 января.

## Наследие и канонизация
Известность получили его «Письма к друзьям», которые стали «классикой религиозного самиздата советского периода». В 1994 году «Письма к друзьям» были выверены и изданы в виде отдельной книги. Автор в предисловии именуется «непоколебимым ревнителем Православия».
В 1990-е годы появилась версия, что в 1920 году Михаил Новосёлов был пострижен в монашество с именем Марк, а в 1923 году тайно хиротонисан во епископа Сергиевского архиепископом Феодором (Поздеевским), епископами Арсением (Жадановским) и Серафимом (Звездинским). Однако она документально не подтверждена и официально не принята церковью. Архиерейский собор канонизировал Михаила Новосёлова как мирянина. То же относится и к участию Новосёлова в так называемом «кочующем соборе», объективные доказательства проведения которого отсутствуют. Источник этих данных — сочинения деятеля неканонического православия Амвросия (Сиверса).
Михаил Новосёлов был причислен к лику святых новомучеников и исповедников Российских на юбилейном Архиерейском соборе Русской православной церкви в августе 2000 года для общецерковного почитания.
6 июля 2013 года на церкви святителя Николая Чудотворца в деревне Бабье (Бежецкая епархия), в котором он был крещён, была открыта мемориальная доска в его память. На этом памятном событии выступили директор Спировского музея Н. А. Шубин, представитель администрации Спировского района Б. А. Мансуров, краевед Д. М. Ивлев и настоятель храма протоиерей Сергий Сопижук

## Семья
- Дед — Григорий Алексеевич Новосёлов (1812 — после 1891) родился 24 января 1812 года в Посонском погосте (село Покровское Вышневолоцкого уезда), был священником, позже протоиереем погоста Заборовье Вышневолоцкого уезда.
- Отец — Александр Григорьевич Новосёлов (1834—1887), родился 23 августа 1834 года в погосте Заборовье Вышневолоцкого уезда, окончил Санкт-Петербургский университет, был директором тульской, а затем 4-й московской классической гимназии. Действительный статский советник. В 1882 году был признан с семьей в потомственном дворянстве и внесен в родословную книгу Тверской губернии.
- Мать — Капитолина Михайловна, урождённая Зашегринская (1842 г.р.), родилась 28 сентября 1842 года в селе Бабье Вышневолоцкого уезда, дочь местного священника села Бабье — Михаила Матвеевича Зашегринского (1818—1887).

## Публикации
- Забытый путь опытного богопознания (в связи с вопросом о характере православной миссии). Вышний Волочёк, 1901; 2-е издание: Вышний Волочёк, 1903, 3-е издание: М., 1912.
- Открытое письмо графу Л. Н. Толстому по поводу его ответа на постановление Святейшего Синода. Вышний-Волочек, изд. «Религиозно-философской библиотеки», 1902. 16 с.; 2-е изд.: М., 1911.
- Из разговоров о войне. «Религиозно-философская Библиотека». Вып. 6. Вышний-Волочек, 1904. — 17 с.; 2-е изд.: М., 1911.
- О праздниках // Церковный Вестник. 1904. — № 23. — С. 717—718.
- Полицейско-врачебный протокол и христианские добродетели. — СПб., изд. «Религиозно-философской библиотеки», 1904. — 9 с.
- Суды чести в среде учителей. Вышний-Волочек, изд. «Религиозно-философской библиотеки», 1904. — 16 с.
- Голос мирянина // Русское Дело. 1905. — № 13. — С. 4; № 17. — С. 6-8.
- Соборное подготовительное совещание // О возрождении Русской Церкви. Вышний-Волочек, изд. «Религиозно-философской библиотеки», 1905. — С. 83-86.
- Письмо редактору «Русского дела» С. Ф. Шарапову // Русское дело. 1905. — № 6. — С. 7.
- К вопросу об участии духовенства в выборах в Государственную Думу // Церковный Вестник. 1905. — № 35. — С. 1091—1093.
- О воссоздании живой церковности // Русское Дело. 1905. Особое приложение к № 11. — С. 1-4.
- Записки петербургских религиозно-философских собраний (1902—1903). — СПб., 1906. — С. 198—199, 271—278, 331, 356—360, 497, 498, 527—530.
- В тихой пристани (Посвящается братии Зосимовой пустыни). Вышний-Волочек, изд. «Религиозно-философской Библиотеки», 1908, 4 с.; 2-е изд.: М., 1909. — 15 с.; 3-е изд.: Сергиев Посад, 1911. — 16 с.
- Вселенская Христова Церковь и «Всемирный христианский студенческий союз». — М., изд. «Религиозно-философской Библиотеки», 1909. — 14 с.
- Психологическое оправдание христианства (Противоречия в природе человека по свидетельству древнего и нового мира и разрешение их в христианстве) // Голос Церкви. 1912. — № 1. — С. 71098; № 2. — С. 61-88; отдельное изд.: «Религиозно-философская библиотека». Вып. 28. — М., 1912.
- Светочи Православной Христовой Церкви // Голос Церкви. 1912. — № 3. — С. 68-78; № 7. — С. 77-84; № 11. — С. 89-94; № 12. — С. 43-48; 1913. — № 4. — С. 40-53.
- Психологическое оправдание христианства (Противоречия в природе человека по свидетельству древнего и нового мира и разрешение их в христианстве). — М., 1912.
- Догмат, этика и мистика в составе христианского вероучения // Голос Церкви. 1912. — № 10. — С. 92-111; отдельное изд.: «Религиозно-философская Библиотека». Вып. 30. — М., 1912.
- Григорий Распутин и мистическое распутство. — М., 1912.
- По поводу нового официального сообщения о деле еп. Гермогена (совместно с Самариным Ф. Д., Дружининым Н., Кожевниковым В. А., Корниловым А. А., Мансуровым П. Б., Самариным П. Д., Хомяковым Д., Шереметевым П.). — М., 1912. — 16 с.
- Уроки веры и благочестия из святоотеческого богословия // Голос Церкви. 1912. — № 1. — С. 61-70.
- За кого почитал Льва Толстого Владимир Соловьёв? — М., 1913.
- Беседы о жизни. — М., изд. «Религиозно-философской Библиотеки», 1913.
- За кого почитал Льва Толстого Владимир Соловьёв? — М., изд. «Религиозно-философской Библиотеки», 1913. — 14 с.
- Папизм в православной церкви. — М., изд. «Религиозно-философской библиотеки», 1913. — 4 с.
- Письма к друзьям (Письмо 1-е) // Вестник РХД. 1975. — № 115. — С. 17-24.
- Письма к друзьям (Письмо 2-е) // Вестник РХД. 1976. — № 118. — С. 26-31; православная беседа. 1992. — № 8-9. С.2-4.
- Письма к друзьям (Письмо 5-е, 10-е и 14-е) // Надежда. 1984. — № 10. — С. 96-181.
- Письма к друзьям (Письмо 5-е, фрагменты) // Православная беседа. 1994. — № 3. — С. 2-4.
- Письма к друзьям (Письмо 9-е) // Северо-Восток. Приложение к «Сибирской газете». 1992. — № 8 (12).
- Письма к друзьям (Письмо 11-е) // Журнал Московской Патриархии. 1992. — № 6. — С. 54-60.
- Письма к Л. Н. Толстому // Минувшее (Исторический альманах). Вып. 15. М.-СПб., 1994. — С. 371—423.
- Письма к друзьям / Предисл., с. V-LIII, коммент. и науч. подгот. текста Е. С. Полищука. — М. : Изд-во Православ. Свято-Тихонов. богослов. ин-та, 1994. — LIII, 352 с. — ISBN 5-7429-0005-8